# Epicypta punctulata
Epicypta punctulata är en tvåvingeart som beskrevs av Lane 1947. Epicypta punctulata ingår i släktet Epicypta och familjen svampmyggor. Inga underarter finns listade i Catalogue of Life.